# Halakundi, Bellary
Halakundi là một làng thuộc tehsil Bellary, huyện Bellary, bang Karnataka, Ấn Độ.